# 에스토니아 신화
에스토니아 신화는 에스토니아 민속유산과 문학신화에 속하는 신화의 복합체다. 기독교 이전과 중세 에스토니아 신화에 대한 정보는 역사적인 연대기, 여행자 기록, 그리고 교회 기록부에 산재해 있다. 에스토니아 민속학의 체계적 기록은 19세기에 시작되었다. 기독교 이전의 에스토니아 신들은 에스토니아에서는 주말 (Jumal) 또는 태바타트 (Taevataat - "하늘의 노인")로 알려진 하늘 신을 포함했는데, 핀란드에서는 주말라 (Jumala)와 마리어에서는 Jumo에 해당한다.

## 참고 문헌
1. ↑  A History of Pagan Europe, P. 181 ISBN 0-415-09136-5